# Kamna Gora
Kamna Gora este o localitate din comuna Slovenske Konjice, Slovenia, cu o populație de 117 locuitori.